# NGC 865
NGC 865 је спирална галаксија у сазвежђу Троугао која се налази на NGC листи објеката дубоког неба.
Деклинација објекта је + 28° 36' 3" а ректасцензија 2h 16m 15,1s. Привидна величина (магнитуда) објекта NGC 865 износи 13,2 а фотографска магнитуда 14,1. Налази се на удаљености од 36,680 милиона парсека од Сунца. NGC 865 је још познат и под ознакама UGC 1747, MCG 5-6-20, CGCG 504-42, IRAS 02133+2822, PGC 8678.